# Signaturled
Signaturled är benämningen på de vandringsleder (för närvarande tolv stycken) som blivit utvalda på grundval av att de representerar alla de naturtyper som är vanliga och typiska i alla delar av Sverige samt att de är karaktäristiska för sin del av landet.
Bakom urvalet står Svenska Turistföreningen (STF) och informationen spreds i en större omfattning från 2019. Sydligast är den del av Skåneleden som går igenom Österlen och nordligast är den del av Kungsleden som passerar Lapporten.